# Danh sách nhà lãnh đạo nhà nước cao tuổi nhất còn sống
Đây là một danh sách chưa hoàn tất, và có thể sẽ không bao giờ thỏa mãn yêu cầu hoàn tất. Bạn có thể đóng góp bằng cách mở rộng nó bằng các thông tin đáng tin cậy.
Bài viết này liệt kê 100 lãnh đạo nhà nước hiện tại hoặc cựu lãnh đạo nhà nước còn sống lâu đời nhất mà tuổi tác của họ có thể được chứng minh rõ ràng. Các nhà lãnh đạo nhà nước được định nghĩa bao gồm nguyên thủ quốc gia (bao gồm các đại diện hành động thay họ, thường là tổng thống), người đứng đầu chính phủ và các nhà lãnh đạo  trên thực tế  được quốc tế công nhận  của quốc gia có chủ quyền với công nhận quốc tế. Các nhà lãnh đạo không được đưa vào nếu không có nguồn thứ cấp đáng tin cậy nào xác nhận rằng nhà lãnh đạo còn sống trong vòng 10 năm qua. Cựu lãnh đạo nhà nước lớn tuổi nhất còn sống là Khamtai Siphandon, Chủ tịch Đảng Đảng Nhân dân Cách mạng Lào (1992–2006)
Chủ tịch nước Lào ở tuổi 101 năm, 177 ngày. Các nhà lãnh đạo hiện đang nắm quyền được tô đậm bằng màu tím, với Paul Biya, Tổng thống Cameroon Cameroon là nguyên thủ quốc gia lớn tuổi nhất hiện đang giữ chức ở tuổi 92 năm, 172 ngày.

## Hình ảnh
- Người lớn tuổi nhất:
Khamtai Siphandon
 Lào
1991–2006
- File:Raif Dizdarević (političar).jpg

## Danh sách
Đương nhiệm
| No. | Tên                           | Quốc gia                                | Chức vụ | Ngày sinh            | Tuổi                                 | Lần xuất hiện gần nhất |
| --- | ----------------------------- | --------------------------------------- | --- | -------------------- | ------------------------------------ | ---------------------- |
| 1   | Khamtai Siphandon             | Lào                                     | Thủ tướng (1991–1998) Chủ tịch Đảng (1992–2006) Chủ tịch nước (1998–2006)                                                      | 8 tháng 2 năm 1924   | 101 năm, 177 ngày                    | 2020-12-02             |
| 2   | Murayama Tomiichi             | Nhật Bản                                | Thủ tướng (1994–1996) | 3 tháng 3 năm 1924   | 101 năm, 154 ngày                    | 2024-03-03             |
| 4   | Guillermo Rodriguez           | Ecuador                                 | Tổng thống (1972–1976) | 4 tháng 11 năm 1924  | 100 năm, 273 ngày                    | 2020-02-27             |
| 5   | Ali Hassan Mwinyi             | Tanzania                                | Tổng thống (1985–1995) Chủ tịch Đảng (1990–1992)                                                                               | 8 tháng 5 năm 1925   | 100 năm, 88 ngày                     | 2021-05-09             |
| 6   | Giorgio Napolitano            | Ý                                       | Tổng thống (2006–2015) | 29 tháng 6 năm 1925  | 100 năm, 36 ngày                     | 2021-03-04             |
| 7   | Mahathir Mohamad              | Malaysia                                | Thủ tướng (1981–2003; 2018–2020)                                                                                               | 10 tháng 7 năm 1925  | 100 năm, 25 ngày                     | 2022-01-23             |
| 8   | Mohammad Hasan Sharq          | Afghanistan                             | Chủ tịch Hội đồng Bộ trưởng (1988–1989)                                                                                        | 17 tháng 7, 1925     | 100 năm, 18 ngày                     | 2016-08-30             |
| 9   | Arnaldo Forlani               | Ý                                       | Thủ tướng (1980–1981) | 8 tháng 12 năm 1925  | 99 năm, 239 ngày                     | 2020-12-08             |
| 10  | Abdoulaye Wade                | Senegal                                 | Tổng thống (2000–2012) | 29 tháng 5 năm 1926  | 99 năm, 67 ngày                      | 2021-10-06             |
| 11  | Valdas Adamkus                | Litva                                   | Tổng thống (1998–2003; 2004–2009)                                                                                              | 3 tháng 11 năm 1926  | 98 năm, 274 ngày                     | 2021-11-03             |
| 12  | Raif Dizdarević               | Nam Tư                                  | Chủ tịch Đoàn Chủ tịch (1988–1989)                                                                                             | 9 tháng 12 năm 1926  | 98 năm, 238 ngày                     | 2021-03-26             |
| 13  | Thanin Kraivichien            | Thái Lan                                | Thủ tướng (1976–1977) | 5 tháng 4 năm 1927   | 98 năm, 121 ngày                     | 2020-12-05             |
| 14  | Kim Yong-nam                  | Bắc Triều Tiên                          | Chủ tịch Đoàn Chủ tịch Hội nghị Nhân dân Tối cao (1998–2019)                                                                   | 4 tháng 2 năm 1928   | 97 năm, 181 ngày                     | 2021-01-11             |
| 15  | Arnold Rüütel                 | Estonia                                 | Chủ tịch Hội đồng Xô Viết Tối cao (1991–1992) Tổng thống (2001–2006)                                                           | 10 tháng 5 năm 1928  | 97 năm, 86 ngày                      | 2021-08-21             |
| 16  | Arthur Foulkes                | Bahamas                                 | Toàn quyền (2010–2014) | 11 tháng 5 năm 1928  | 97 năm, 85 ngày                      | 2021-02-24             |
| 17  | Péter Boross                  | Hungary                                 | Thủ tướng (1993–1994) | 27 tháng 8 năm 1928  | 96 năm, 342 ngày                     | 2020-10-26             |
| 18  | Chu Dung Cơ                   | Trung Quốc                              | Tổng lý (1998–2003) | 23 tháng 10 năm 1928 | 96 năm, 285 ngày                     | 2020-10-24             |
| 19  | Édouard Balladur              | Pháp                                    | Thủ tướng Pháp (1993–1995) | 2 tháng 5 năm 1929   | 96 năm, 94 ngày                      | 2020-10-24             |
| 20  | Sam Nujoma                    | Namibia                                 | Tổng thống (1990–2005) | 12 tháng 5 năm 1929  | 96 năm, 84 ngày                      | 2021-10-18             |
| 21  | Orville Turnquest             | Bahamas                                 | Toàn quyền (1995–2001) | 19 tháng 7 năm 1929  | 96 năm, 16 ngày                      | 2021-02-21             |
| 22  | Jamshid bin Abdullah          | Zanzibar                                | Sultan (1963–1964) | 16 tháng 9 năm 1929  | 95 năm, 322 ngày                     | 2020-09-16             |
| 23  | Nikolai Ryzhkov               | Liên Xô                                 | Chủ tịch Hội đồng Bộ trưởng Liên Xô (1985–1991)                                                                                | 28 tháng 9 năm 1929  | 95 năm, 310 ngày                     | 2021-09-28             |
| 24  | Violeta Chamorro              | Nicaragua                               | Thành viên Junta tái thiết quốc gia (1979–1980) Tổng thống (1990–1997)                                                         | 18 tháng 10 năm 1929 | 95 năm, 290 ngày                     | 2021-10-30             |
| 25  | Gombojavyn Ochirbat           | Mông Cổ                                 | Tổng bí thư (1990) | 15 tháng 11 năm 1929 | 95 năm, 262 ngày                     | 2021-12-06             |
| 26  | Alfred Moisiu                 | Albania                                 | Tổng thống (2002–2007) | 1 tháng 12 năm 1929  | 95 năm, 246 ngày                     | 2021-02-21             |
| 27  | Selim Hoss                    | Liban                                   | Chủ tịch Hội đồng Bộ trưởng (1976–1980; 1987–1990; 1998–2000) Quyền Tổng thống (1988–1989; 1989)                               | 20 tháng 12 năm 1929 | 95 năm, 227 ngày                     | 2020-11-17             |
| 27  | Lee Hyun-jae                  | Hàn Quốc                                | Thủ tướng (1988) | 20 tháng 12 năm 1929 | 95 năm, 227 ngày                     | 2021-10-28             |
| 27  | Milan Panić                   | Nam Tư                                  | Thủ tướng Liên bang (1992–1993)                                                                                                | 20 tháng 12 năm 1929 | 95 năm, 227 ngày                     | 2020-10-28             |
| 30  | Efraín Goldenberg             | Peru                                    | Thủ tướng (1994–1995) 28 tháng 12 năm 1929                                                                                     | 95 năm, 219 ngày     | 2018-03-02                           |                        |
| 31  | Ahmed Osman                   | Maroc                                   | Thủ tướng (1972–1979) | 3 tháng 1 năm 1930   | 95 năm, 213 ngày                     | 2019-09-27             |
| 32  | Ion Iliescu                   | România                                 | Chủ tịch Hội đồng Mặt trận cứu quốc (1989–1990) Tổng thống lâm thời đoàn kết quốc gia (1990) Tổng thống (1990–1996; 2000–2004) | 3 tháng 3 năm 1930   | 95 năm, 154 ngày                     | 2021-09-29             |
| 33  | Vigdís Finnbogadóttir         | Iceland                                 | Tổng thống (1980–1996) | 15 tháng 4 năm 1930  | 95 năm, 111 ngày                     | 2021-10-01             |
| 34  | José Sarney                   | Brasil                                  | Tổng thống (1985–1990) | 24 tháng 4 năm 1930  | 95 năm, 102 ngày                     | 2021-06-25             |
| 35  | Kesang Choden                 | Bhutan                                  | Nhiếp chính (1972) | 21 tháng 5 năm 1930  | 95 năm, 75 ngày                      | 2020-05-20             |
| 36  | Gonzalo Sánchez de Lozada     | Bolivia                                 | Tổng thống (1993–1997; 2002–2003)                                                                                              | 1 tháng 7 năm 1930   | 95 năm, 34 ngày                      | 2021-04-08             |
| 37  | Ivy Dumont                    | Bahamas                                 | Quyền Toàn quyền (2001–2002) Toàn quyền (2002–2005)                                                                            | 2 tháng 10 năm 1930  | 94 năm, 306 ngày                     | 2021-03-08             |
| 38  | Mabandla Dlamini              | Swaziland                               | Thủ tướng (1979–1983) | 11 tháng 11 năm 1930 | 94 năm, 266 ngày                     | 2019-02-09             |
| 39  | Choe Yong-rim                 | Bắc Triều Tiên                          | Tổng lý (2010–2013) | 20 November 1930     | 94 năm, 257 ngày                     | 2019-07-28             |
| 40  | Cesar Virata                  | Philippines                             | Thủ tướng (1981–1986) | 12 tháng 12 năm 1930 | 94 năm, 235 ngày                     | 2020-04-15             |
| 41  | William Deane                 | Úc                                      | Toàn quyền (1996–2001) | 4 tháng 1 năm 1931   | 94 năm, 212 ngày                     | 2021-12-10             |
| 41  | Cleopa Msuya                  | Tanzania                                | Thủ tướng (1980–1983; 1994–1995)                                                                                               | 4 tháng 1 năm 1931   | 94 năm, 212 ngày                     | 2021-04-21             |
| 43  | Philip Greaves                | Barbados                                | Quyền Toàn quyền (2017–2018)                                                                                                   | 19 tháng 1 năm 1931  | 94 năm, 197 ngày                     | 2021-07-29             |
| 44  | Dries van Agt                 | Hà Lan                                  | Thủ tướng (1977–1982) | 2 tháng 2 năm 1931   | 94 năm, 183 ngày                     | 2021-06-21             |
| 45  | Isabel Martínez de Perón      | Argentina                               | President (1974–1976) | 4 tháng 2 năm 1931   | 94 năm, 181 ngày                     | 2021-01-30             |
| 46  | Lamberto Dini                 | Ý                                       | Thủ tướng (1995–1996) | 1 tháng 3 1931       | 94 năm, 156 ngày                     | 2021-11-07             |
| 47  | Elliott Belgrave              | Barbados                                | Quyền Toàn quyền (2011–2012) Toàn quyền (2012–2017)                                                                            | 16 tháng 3 năm 1931  | 94 năm, 141 ngày                     | 2018-03-16             |
| 48  | Jean-Jacques Honorat          | Haiti                                   | Thủ tướng (1991–1992) | 1 tháng 4 năm 1931   | 94 năm, 125 ngày                     | 2021-11-13             |
| 49  | Giorgos Vassiliou             | Cộng hòa Síp                            | Tổng thống (1988–1993) | 20 May 1931          | 94 năm, 76 ngày                      | 2020-11-15             |
| 50  | Raúl Castro                   | Cuba                                    | Chủ tịch Hội đồng Nhà nước (2006–2018) Chủ tịch Hội đồng Bộ trưởng (2006–2018) Bí thư thứ nhất (2011–2021)                     | 3 tháng 6 năm 1931   | 94 năm, 62 ngày                      | 2021-10-14             |
| 51  | Fernando Henrique Cardoso     | Brasil                                  | Tổng thống (1995–2002) | 18 tháng 6 năm 1931  | 94 năm, 47 ngày                      | 2021-11-08             |
| 52  | Khieu Samphan                 | Campuchia                               | Quyền Thủ tướng (1976) Chủ tịch Hội đồng Nhà nước (1976–1979)                                                                  | 28 tháng 7 năm 1931  | 94 năm, 7 ngày                       | 2021-07-28             |
| 53  | Pié Masumbuko                 | Bản mẫu:Country data Kingdom of Burundi | Quyền Thủ tướng (1965) | 29 tháng 9 năm 1931  | 93 năm, 309 ngày                     | 2019-05-18             |
| 54  | Michael Hardie Boys           | New Zealand                             | Toàn quyền (1996–2001) | 6 tháng 10 năm 1931  | 93 năm, 302 ngày                     | 2012-07-14             |
| 55  | Muhammad Jamiruddin Sircar    | Bangladesh                              | Quyền Tổng thống (2002) | 1 tháng 12 năm 1931  | 93 năm, 246 ngày                     | 2021-02-08             |
| 56  | Javier Valle Riestra          | Peru                                    | Thủ tướng (1998) | 5 tháng 1 năm 1932   | 93 năm, 211 ngày                     | 2020-10-15             |
| 57  | Edmund Lawrence               | Saint Kitts và Nevis                    | Toàn quyền (2013–2015) | 14 tháng 2 năm 1932  | 93 năm, 171 ngày                     | 2016-11-24             |
| 58  | Đường Phi                     | Đài Loan                                | Viện trưởng Hành Chính viện (2000)                                                                                             | 15 tháng 3 năm 1932  | 93 năm, 142 ngày                     | 2021-01-17             |
| 59  | Chavalit Yongchaiyudh         | Thái Lan                                | Thủ tướng (1996–1997) | 15 tháng 5 năm 1932  | 93 năm, 81 ngày                      | 2020-11-03             |
| 60  | Marguerite Pindling           | Bahamas                                 | Toàn quyền (2014–2019) | 26 tháng 6 năm 1932  | 93 năm, 39 ngày                      | 2019-06-20             |
| 61  | Anand Panyarachun             | Thái Lan                                | Thủ tướng (1991–1992; 1992) | 9 tháng 8 năm 1932   | 92 năm, 360 ngày                     | 2020-11-03             |
| 62  | Sirikit                       | Thái Lan                                | Nhiếp chính (1956) | 12 tháng 8 năm 1932  | 92 năm, 357 ngày                     | 2020-08-12             |
| 63  | Gavril Dejeu                  | România                                 | Quyền Thủ tướng (1998) | 11 tháng 9 năm 1932  | 92 năm, 327 ngày                     | 2020-12-11             |
| 64  | Manmohan Singh                | Ấn Độ                                   | Thủ tướng (2004–2014) | 26 tháng 9 năm 1932  | 92 năm, 312 ngày                     | 2021-04-21             |
| 65  | Vytautas Landsbergis          | Lithuania                               | Chủ tịch Tối cao (1991–1992)                                                                                                   | 18 tháng 10 năm 1932 | 92 năm, 290 ngày                     | 2020-07-23             |
| 66  | Vitold Fokin                  | Ukraine                                 | Thủ tướng (1991–1992) | 25 tháng 10 năm 1932 | 92 năm, 283 ngày                     | 2020-08-18             |
| 67  | A. Q. M. Badruddoza Chowdhury | Bangladesh                              | Tổng thống (2001–2002) | 1 tháng 11 năm 1932  | 92 năm, 276 ngày                     | 2020-08-14             |
| 68  | Ugo Mifsud Bonnici            | Malta                                   | Tổng thống (1994–1999) | 8 tháng 11 năm 1932  | 92 năm, 269 ngày                     | 2019-12-14             |
| 69  | Colville Young                | Belize                                  | Toàn quyền (1993–2021) | 20 tháng 11 năm 1932 | 92 năm, 257 ngày                     | 2019-07-02             |
| 69  | Kim Suk-soo                   | Hàn Quốc                                | Thủ tướng (2002–2003) | 20 tháng 11 năm 1932 | 92 năm, 257 ngày                     | 2013-05-04             |
| 71  | Bill Hayden                   | Úc                                      | Toàn quyền (1989–1996) | 23 tháng 1 năm 1933  | 92 năm, 193 ngày                     | 2018-10-01             |
| 72  | Paul Biya                     | Cameroon                                | Thủ tướng (1975–1982) Tổng thống (1982–nay)                                                                                    | 13 tháng 2 năm 1933  | 92 năm, 172 ngày                     | 2021-05-30             |
| 73  | Mark Eyskens                  | Bỉ                                      | Thủ tướng (1981) | 29 tháng 4 năm 1933  | 92 năm, 97 ngày                      | 2019-10-12             |
| 74  | H. D. Deve Gowda              | Ấn Độ                                   | Thủ tướng (1996–1997) | 18 tháng 5 năm 1933  | 92 năm, 78 ngày                      |                        |
| 75  | Basdeo Panday                 | Trinidad và Tobago                      | Thủ tướng (1995–2001) | 25 tháng 5 năm 1933  | 92 năm, 71 ngày                      | 2021-05-25             |
| 76  | Hüsamettin Cindoruk           | Thổ Nhĩ Kỳ                              | Quyền Tổng thống (1993) | 1933                 | 91 năm, 216 ngày to 92 năm, 215 ngày | 2021-06-24             |
| 77  | Fouad Mebazaa                 | Tunisia                                 | Quyền Tổng thống (2011) | 15 tháng 6 năm 1933  | 92 năm, 50 ngày                      | 2021-09-17             |
| 78  | Dumaagiin Sodnom              | Mông Cổ                                 | Chủ tịch Hội đồng Bộ trưởng (1984–1990)                                                                                        | 14 tháng 7 năm 1933  | 92 năm, 21 ngày                      | 2021-01-04             |
| 79  | Suchinda Kraprayoon           | Thái Lan                                | Thủ tướng (1992) | 6 tháng 8 năm 1933   | 91 năm, 363 ngày                     | 2019-03-24             |
| 80  | Rubén Darío Paredes           | Panama                                  | Tư lệnh Vệ binh Quốc gia (1982–1983)                                                                                           | 11 tháng 8 năm 1933  | 91 năm, 358 ngày                     | 2017-05-30             |
| 81  | Arnold Koller                 | Thụy Sĩ                                 | Thành viên Hội đồng Liên bang (1986–1999) Tổng thống (1990; 1997)                                                              | 29 tháng 8 năm 1933  | 91 năm, 340 ngày                     | 2021-04-06             |
| 82  | Mátyás Szűrös                 | Hungary                                 | Tổng thống lâm thời (1989–1990)                                                                                                | 11 tháng 9 năm 1933  | 91 năm, 327 ngày                     | 2021-03-15             |
| 82  | Rachid Sfar                   | Tunisia                                 | Thủ tướng (1986–1987) | 11 tháng 9 năm 1933  | 91 năm, 327 ngày                     | 2018-12-02             |
| 84  | Michel Aoun                   | Liban                                   | Tổng thống (2016–2022) | 30 tháng 9 năm 1933  | 91 năm, 308 ngày                     | 2021-12-25             |
| 85  | Abel Pacheco                  | Costa Rica                              | Tổng thống (2002–2006) | 22 tháng 12 năm 1933 | 91 năm, 225 ngày                     | 2016-09-28             |
| 86  | Akihito                       | Nhật Bản                                | Thiên hoàng (1989–2019) | 23 tháng 12 năm 1933 | 91 năm, 224 ngày                     | 2021-12-23             |
| 87  | Rudolf Schuster               | Slovakia                                | Tổng thống (1999–2003) | 4 tháng 1 năm 1934   | 91 năm, 212 ngày                     | 2020-09-01             |
| 88  | Jean Chrétien                 | Canada                                  | Thủ tướng (1993–2003) | 11 tháng 1 năm 1934  | 91 năm, 205 ngày                     | 2020-09-14             |
| 89  | Édith Cresson                 | France                                  | Thủ tướng (1991–1992) | 27 tháng 1 năm 1934  | 91 năm, 189 ngày                     | 2022-05-15             |
| 90  | Eddie Fenech Adami            | Malta                                   | Thủ tướng (1987–1996; 1998–2004) Tổng thống (2004–2009)                                                                        | 7 tháng 2 năm 1934   | 91 năm, 178 ngày                     | 2022-08-20             |
| 91` | Mohamed Ennaceur              | Tunisia                                 | Quyền Tổng thống (2019) | 21 tháng 3 năm 1934  | 91 năm, 136 ngày                     | 2022-08-13             |
| 92  | J. Y. Pillay                  | Singapore                               | Quyền Tổng thống (2017) | 30 tháng 3 năm 1934  | 91 năm, 127 ngày                     | 2021-10-07             |
| 93  | Édouard Frank                 | Cộng hòa Trung Phi                      | Thủ tướng (1991–1992) | 5 tháng 4 năm 1934   | 91 năm, 121 ngày                     | 2014-03-06             |
| 94  | John Malecela                 | Tanzania                                | Thủ tướng (1990–1994) | 19 tháng 4 năm 1934  | 91 năm, 107 ngày                     | 2022-08-29             |
| 95  | Pedro Pires                   | Cape Verde                              | Thủ tướng (1975–1991) Tổng thống (2001–2011)                                                                                   | 29 tháng 4 năm 1934  | 91 năm, 97 ngày                      | 2022-02-14             |
| 96  | Henri Konan Bédié             | Côte d'Ivoire                           | Quyền Tổng thống (1993–1995) Tổng thống (1995–1999)                                                                            | 5 tháng 5 năm 1934   | 91 năm, 91 ngày                      | 2022-09-05             |
| 97  | Lee Hong-koo                  | Hàn Quốc                                | Thủ tướng (1994–1995) | 9 tháng 5 năm 1934   | 91 năm, 87 ngày                      | 2022-06-29             |
| 98  | Heng Samrin                   | Kampuchea                               | Chủ tịch Hội đồng Nhà nước (1979–1992) Tổng Bí thư Đảng Nhân dân Cách mạng (1981–1991)                                         | 25 tháng 5 năm 1934  | 91 năm, 71 ngày                      | 2022-11-25             |
| 99  | Monica Dacon                  | Saint Vincent và Grenadines             | Quyền Toàn quyền (2002) | 4 tháng 6 năm 1934   | 91 năm, 61 ngày                      | 2019-02-26             |
| 100 | Albert II                     | Bỉ                                      | Vua (1993–2013) | 6 tháng 6 năm 1934   | 91 năm, 59 ngày                      | 2022-07-18             |
| 101 | Trần Đức Lương                | Việt Nam                                | Chủ tịch nước (1997-2006) | 5 tháng 5 năm 1937   | 88 năm, 91 ngày                      | 2021-12-23             |

## Phụ lục

### Không chắc chắn về ngày sinh
| Tên                | Quốc gia | Chức vụ | Ngày sinh                                  | Tuổi                                  | Lần xuất hiện gần nhất |
| ------------------ | -------- | --- | ------------------------------------------ | ------------------------------------- | ---------------------- |
| Abdul Rauf al-Kasm | Syria    | Thủ tướng (1980–1987)                                                                                                | 1932                                       | 92 năm, 216 ngày đến 93 năm, 215 ngày | 2020-01-29             |
| Than Shwe          | Myanmar  | Nguyên thủ quốc gia (1992–2011) Thủ tướng (1992–2003) Chủ tịch Hội đồng Hòa bình và Phát triển Liên bang (1993–2011) | 2 tháng 2 năm 1933 hoặc 3 tháng 5 năm 1935 | 92 năm, 183 ngày đến 90 năm, 93 ngày  | 2021-06-14             |

### Tình trạng không rõ ràng với tư cách là các nhà lãnh đạo nhà nước
| Tên               | Quốc gia    | Chức vụ                                                           | Ngày sinh            | Tuổi              | Lần xuất hiện gần nhất |
| ----------------- | ----------- | ----------------------------------------------------------------- | -------------------- | ----------------- | ---------------------- |
| Josip Manolić     | Croatia     | Thủ tướng (1990–1991)                                             | 22 tháng 3 năm 1920  | 105 năm, 135 ngày | 2021-03-21             |
| César Yanes Urías | El Salvador | Thành viên Chính phủ Quân quản (1960–1961)                        | 25 tháng 4 năm 1920  | 105 năm, 101 ngày | 2018-10-11             |
| Nicola Mancino    | Ý           | Chủ tịch Thượng viện với tư cách quyền Nguyên thủ quốc gia (1999) | 15 tháng 10 năm 1931 | 93 năm, 293 ngày  | 2020-10-15             |

### Trạng thái lãnh đạo nhà nước không rõ ràng với ngày sinh không chắc chắn
| Tên                  | Quốc gia | Chức vụ | Ngày sinh      | Tuổi                                                                              | Living as of |
| -------------------- | -------- | --- | -------------- | --------------------------------------------------------------------------------- | ------------ |
| Waldo Bernal Pereira | Bolivia  | Member of the Junta of Commanders of the Armed Forces (1980) Member of the Junta of Commanders of the Armed Forces (1981) | 1931 hoặc 1934 | 93 năm, 216 ngày đến 94 năm, 215 ngày, hoặc 90 năm, 216 ngày đến 91 năm, 215 ngày | 2018-04-30   |